# Pedras Negras de Pungo Andongo
As Pedras Negras de Pungo Andongo são um conjunto de extensas formações rochosas monolíticas, com milhões de anos, que se elevam bem acima da savana que as rodeia. Subdivide-se nos subsistemas Ocidental, Sul, Norte e Sudeste. A formação é uma extensão do Planalto do Cacuso.
O subsistema ocidental, mais conhecido e visitado de todos, fica localizado no município do Cacuso, na província de Malanje, sendo uma importante atracção turística de Angola.
Segundo a tradição, as pegadas esculpidas na rocha são de Ana de Sousa Ginga, a grande monarca do reino do Dongo.
A comuna de Pungo-Andongo localiza-se bem no centro da parte ocidental da formação, onde também se encontram as ruínas da antiga Fortaleza de Pungo-Andongo, erguida pelos portugueses em 1671.